# Ліберальна партія (Японська імперія, 1903)
Ліберальна партія (яп. 自由党) — японська політична партія, що діяла в Японській імперії в першій половині двадцятого століття.

## Історія
Японська політична партія «Ліберальна партія» була створена в середині 1903 року як відділ іншої японської політичної партії «Асоціація друзів конституційного правління» яка складалась з групи з близько 20 членів парламенту, Японської імперії які виступали проти співпраці з тогочасним японським прем'єр-міністром Кацура Таро. Новостворена політична партія прагнула повернути ідеали початкової «Ліберальної партії», але страждала від поширеної підозри, що вона насправді була інструментом політичної боротьби самого Кацура Таро.
У грудні 1905 року «Ліберальна партія» об'єдналась з «Kōshin Club» і «Teikokutō», щоб сформувати утворити нову політичну партію «Daidō Club (1905–10)».